# Live Security Platinum
Live Security Platinum（ライブセキュリティプラチナ）は、コンピュータの安全上の脅威となるソフトウェアの1つである。MicroSoftが提供するWindows Liveを模倣して名前が付けられた。
尚、このウィルスに感染した場合は、一見ウィルスと分からない為、コンピュータに詳しくない人だと騙される可能性が高い。
インターネット環境等のパソコンの動作を極度に制限される為、駆除の方法を自己解決で処理するのが非常に困難になる。
一般的にはウイルスとして認知されており、毎年幾つかの新種と、膨大な数の亜種が作り出されている。

## 概要
Live Security Platinumは、様々な経路を通じて被害者がダウンロードしたプログラム実行形式のファイル(Windowsであれば.exeにあたる)を実行することから悪意ある動作を開始する場合が殆どである。
被害者を受けたパソコンは、所謂乗っ取り状態に陥るので、即座にサーバーとのアクセスを切るのが賢明である。
ウィルスに毒されたサイトにアクセスしたと同時に自身を被害パソコンへ勝手にインストールする。
また、Windowsに感染する大半のウィルスは、レジストリを被害者の同意を得ずに、秘密裏に改変、削除、追加する。
インターネット接続設定やファイアウォールの設定を変更し、被害者のパソコンを乗っ取って様々な被害を及ぼす。
感染した場合は、手順に沿って駆除を行うかOSのリカバリーを行う必要性がある。